# Teignmouth
Teignmouth è un paese di 15 116 abitanti della contea del Devon, in Inghilterra.
Il nome della cittadina si riferisce alla bocca (foce) del Teign, torrente della Cornovaglia che sfocia, appunto, nel canale de La Manica, e i cui primi documenti ufficiali riguardanti l'insediamento urbano sono datati 1044, sebbene i Sassoni l'abbiano abitata già nel 682.
È famoso per essere terra di musicisti, essendovi nati i Muse e il compositore Elias Parish Alvars.